# Algirdas Šocikas

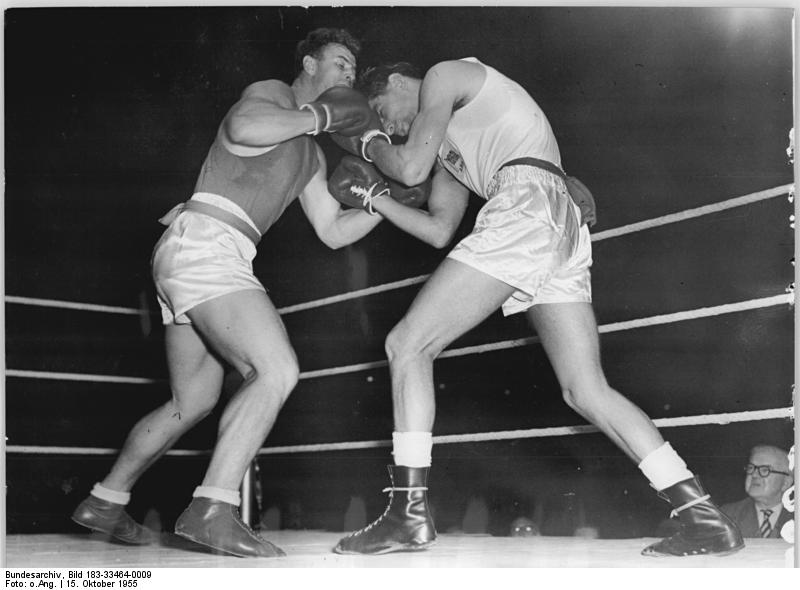
Algirdas Šocikas (links) gewinnt beim Länderkampf gegen England durch KO-Sieg gegen den Briten James

Algirdas Šocikas (* 14. Mai 1928 in Žalias Ostempas, Bezirk Kaišiadorys; † 21. November 2012 in Kaunas, Litauen) war ein sowjetischer Boxer litauischer Herkunft. Er war Europameister der Amateurboxer 1953 und 1955 im Schwergewicht.

## Werdegang
Algirdas Šocikas begann als Jugendlicher 1945 in Kaišiadorys mit dem Boxen. Er besaß dabei schon in jungen Jahren die besten körperlichen Voraussetzungen für einen Schwergewichtler. Bereits 1947 wurde er zum ersten Male litauischer Meister im Schwergewicht. Diesen Erfolg wiederholte er in den Jahren 1948, 1951 bis 1953 und 1956. Baltischer Meister wurde er 1948, 1950 und 1952. Zwischenzeitlich gehörte er dem renommierten Sportverein Žalgiris Kaunas an. Er begann in jenen Jahren auch ein Sportstudium in Kaunas und wurde in den Jahren 1948 und 1959 sowjetischer Studentenmeister im Schwergewicht.
Im Jahre 1949 startete Algirdas Šocikas erstmals bei der sowjetischen Meisterschaft im Schwergewicht. Er unterlag dabei erst im Finale dem vielfachen sowjetischen Meister Nikolai Fjodorowitsch Koroljow. 1950 gewann er ein international stark besetztes Turnier in Warschau und wurde im gleichen Jahr erstmals sowjetischer Meister im Schwergewicht mit einem Sieg im Endkampf über Anatoli Perow. 1951 wiederholte er diesen Erfolg. Dabei gelang ihm erstmals in seiner Laufbahn im Finale Nikolai Koroljow nach Punkten zu schlagen.
Im Jahre 1952 gelang Algirdas Šocikas im Finale der sowjetischen Meisterschaft wieder ein Sieg über Nikolai Koroljow. Dieser Sieg war sehr wichtig, denn damit qualifizierte er sich für die Teilnahme an den Olympischen Spielen 1952 in Helsinki. In Helsinki begann er im Achtelfinale mit einem K.-o.-Sieg in der 2. Runde über den Polen Antoni Goscianski und galt von da an als Mitfavorit für die olympische Goldmedaille. Aber bereits im nächsten Kampf gegen den Südafrikaner Andries Nieman kam für ihn das böse Erwachen. Er wurde bereits in der 1. Runde von Nieman hart erwischt und ging KO. Ohne Medaillengewinn musste er die Heimreise antreten.
Es spricht für ihn, dass er trotz dieser Enttäuschung vom sowjetischen Boxverband nicht fallen gelassen wurde. Er wurde 1953 wieder sowjetischer Meister im Schwergewicht, wobei er im Finale erneut über Nikolai Koroljow gewann. Er startete dann bei der Europameisterschaft in Warschau und gewann dort mit Siegen über Pingel, DDR, Tomislav Krizmanic, Jugoslawien und Bogdan Węgrzyniak aus Polen den Titel im Schwergewicht.
1954 wurde Algirdas Šocikas mit einem Sieg über Rikardas Juschkenas erneut sowjetischer Schwergewichtsmeister. Internationale Meisterschaften fanden in diesem Jahr keine statt. 1955 fanden dann in West-Berlin wieder Europameisterschaften statt. Algirdas Šocikas vertrat die UdSSR wieder im Schwergewicht. In Berlin siegte er über Dumitru Ciobotaru aus Rumänien, Giacomo Bozzano, Italien und Horimir Netuka aus der Tschechoslowakei. Im Finale stand er dem bundesdeutschen Meister Horst Witterstein aus Kempten (Allgäu) gegenüber. In einem überlegen geführten Gefecht gewann Schozikas sicher nach Punkten und wurde zum zweiten Male Europameister.
Bei der nach der Europameisterschaft stattfindenden sowjetischen Meisterschaft musste Algirdas Šocikas von Rikardas Juschkenas im Halbfinale eine überraschende K.-o.-Niederlage hinnehmen und kam deshalb nur auf den 3. Platz.
1956 wurde er aber mit einem Sieg über den jungen Lew Muchin erneut sowjetischer Meister im Schwergewicht. Überraschenderweise wurde aber nicht er, sondern Muchin für die Olympischen Spiele in Melbourne nominiert.
Algirdas Šocikas beendete daraufhin seine internationale Laufbahn. Er vollendete sein Sportstudium und war danach lange Jahre als Trainer bei „Zalgiris“ Kaunas und beim sowjetischen Boxverband tätig. Er betreute dabei so bekannte und erfolgreiche Boxer wie Richardas Tamulis, Juozas Juocevičius und Jonas Čepulis. Er wurde mit vielen Auszeichnungen bedacht und war Verdienter Meister des Sports der UdSSR und Verdienter Trainer der UdSSR. 1995 erhielt er in Stuttgart eine hohe Fairnessauszeichnung.

## Länderkämpfe von Algirdas Šocikas
- 1952 in Moskau, UdSSR gegen Polen, techn. KO-Sieger 2. Runde über Gustav Jadrzyk,
- 1955 in Helsinki, Finnland gegen UdSSR, techn. KO-Sieger 2. Runde über Ilkka Koski,
- 1956 in Moskau, UdSSR gegen England, techn. KO-Sieger 2. Runde über Dave Rent

## UdSSR-Meisterschaften mit Algirdas Šocikas
- 1949: 1. Nikolai Fjodorowitsch Koroljow, 2. Algirdas Šocikas, 3. Anatoli Perow;
- 1950: 1. Algirdas Šocikas, 2. Anatoli Perow, 3. Martin Linnamägi;
- 1951: 1. Algirdas Šocikas, 2. Nikolai Koroljow, 3. W. Katajew;
- 1952: 1. Algirdas Šocikas, 2. Nikolai Koroljow, 3. W. Katajew;
- 1953: 1. Algirdas Šocikas, 2. Nikolai Koroljow, 3. Lembit Maurer;
- 1954: 1. Algirdas Šocikas, 2. Rikardas Juschkenas, 3. G. Romanow;
- 1955: 1. Rikardas Juschkenas, 2. Lew Muchin, 3. Algirdas Šocikas u. A. Liepins;
- 1956: 1. Algirdas Šocikas, 2. Lew Muchin, 3. Lembit Maurer

## Ehrungen
- Ritter des Ordens des litauischen Großfürsten Gediminas 1994
- Ehrenbürger von Kaunas, seit September 1997
- Komtur des Ordens des litauischen Großfürsten Gediminas 1998
- Verdienter Meister des Sports der UdSSR